# Hopperkopf
Der Hopperkopf, nicht zu verwechseln mit dem nahen Hoppernkopf, bei Willingen ist ein 832,3 m ü. NHN hoher Berg des Rothaargebirges auf der Grenze vom Landkreis Waldeck-Frankenberg in Hessen zum Hochsauerlandkreis in Nordrhein-Westfalen.

## Geographische Lage
Der Hopperkopf liegt im Rothaargebirge an der Nahtstelle der Regionen Upland mit dem Naturpark Diemelsee im Norden und Sauerland mit dem Naturpark Sauerland-Rothaargebirge im Süden. Sein im Gemeindegebiet des nordhessischen Willingen gelegener Gipfel erhebt sich etwa 4 km südsüdwestlich von Stryck und gehört zur Gemarkung des nordöstlich gelegenen Usseln (beide zu Willingen), 2,8 km nördlich von Küstelberg (zu Medebach) und 2,5 km (je Luftlinie) ostnordöstlich von Hildfeld (zu Winterberg); die beiden zuletzt genannten Dörfer liegen in Westfalen.
Nachbarberge sind – mit Höhe in Meter (m) über Normalhöhennull (NHN): Clemensberg (ca. 837 m) im Westnordwesten, Hegekopf (842,9 m) und Mühlenkopf (ca. 815 m) in nördlicher Richtung, Hohe Pön (792,7 m) im Nordosten, Krutenberg (785 m) im Ostnordosten sowie Hillekopf (804,9 m) im Süden.
Auf der Nordwestflanke des bewaldeten Hopperkopfs entspringt die Itter, auf seiner Südwestflanke die kleine Schweimecke, ein nordöstlicher Zufluss des Hillebachs, der am südlichen Nachbarberg Hillekopf entspringt.
Entlang der über den Hopperkopfgipfel verlaufenden nordhessisch-westfälischen Grenze befinden sich mehrere historische Grenzsteine aus den Jahren 1769, 1825 und 1866.

## Naturräumliche Zuordnung
Der Hopperkopf gehört in der naturräumlichen Haupteinheitengruppe Süderbergland (Nr. 33), in der Haupteinheit Rothaargebirge (mit Hochsauerland) (333) und in der Untereinheit Winterberger Hochland (333.5) zum Naturraum Langenberg (333.58). Die Landschaft fällt nach Osten bis Südosten in den Naturraum Grafschafter Kammer (mit Upländer Tor) (333.52) ab und nach Süden bis Südwesten in den Naturraum Harfeld (333.56).

## Berghöhe
Die Hopperkopfgipfel (832,3 m) liegt laut Deutscher Grundkarte in Hessen rund 30 m nördlich der Grenze zu Nordrhein-Westfalen zwischen zwei trigonometrischen Punkten: 832 m (ca. 50 m südlich) und 831 m (ca. 80 m nordöstlich) Höhe.

## Fließgewässer und Wasserscheiden
- Der Hopperkopf befindet sich auf dem Kamm der Rhein-Weser-Wasserscheide: Das Wasser der Itter fließt in nordöstlicher Richtung durch die Diemel zur Weser. Jenes der sehr kurzen Schweimecke, die auf der Südwestflanke des Hopperkopfs entspringt, erreicht durch den Hillebach, der etwas weiter südlich dem Hillekopf entfließt, westwärts durch die Ruhr den Rhein.
- Der Hopperkopf bildet außerdem das südwestlichste Ende der Diemel-Eder/Fulda/Weser-Wasserscheide: Das Wasser der auf der Ostflanke des Bergs entspringenden Fließgewässer verläuft in nördliche Richtung durch die Itter und Diemel in die Weser. Jenes des Bachs Brackenwasser, der auf der Südflanke des östlich benachbarten Krutenbergs entspringt, macht durch den vom Hillekopf kommenden Bach Grundwasser und die Wilde Aa („Aar“), deren Quelle sich unweit ostnordöstlich Auf’m Knoll befindet, sowie durch die Orke, Eder und Fulda einen südlichen Umweg zur Weser.